# 3228 Пір
3228 Пір (3228 Pire) — астероїд головного поясу, відкритий 8 лютого 1935 року.
Тіссеранів параметр щодо Юпітера — 3,475.